# IC 5092
IC 5092 est une galaxie spirale barrée située dans la constellation du Paon. Sa vitesse par rapport au fond diffus cosmologique est de 3 150 ± 10 km/s, ce qui correspond à une distance de Hubble de 46,5 ± 3,3 Mpc (∼152 millions d'al). Cette galaxie a été découverte par l'astronome américain Royal Harwood Frost en 1903.
La classe de luminosité d'IC 5092 est III et elle présente une large raie HI.
En raison d'une brillance de surface égale à 14,06 mag/am2, on peut qualifier IC 5092 de galaxie à faible brillance de surface (LSB en anglais pour low surface brightness). Les galaxies LSB sont des galaxies diffuses (D) avec une brillance de surface inférieure de moins d'une magnitude à celle du ciel nocturne ambiant.
À ce jour, six mesures non basées sur le décalage vers le rouge (redshift) donnent une distance de 32,050 ± 5,812 Mpc (∼105 millions d'al), ce qui est à l'extérieur des valeurs de la distance de Hubble. Notons que c'est avec la valeur moyenne des mesures indépendantes, lorsqu'elles existent, que la base de données NASA/IPAC calcule le diamètre d'une galaxie et qu'en conséquence le diamètre d'IC 5092 pourrait être d'environ 52,8 kpc (∼172 000 al) si on utilisait la distance de Hubble pour le calculer.

## Groupe d'IC 5096
Selon A. M. Garcia IC 5092 fait partie du groupe d'IC 5096. Ce groupe de galaxies renferme au moins six membres. Les cinq autres galaxies du groupe sont NGC 7021, IC 5084, IC 5096, ESO 107-14 et ESO 107-15.